# Чойдогийн Базарваань

Глушь, Национальная галерея Монголии, Улан-Батор

Чойдогийн Базарваань (1932, Центральный аймак, МНР) — один из ведущих монгольских художников, пейзажист. Наряду с Бадамжавыном Чогсомом рассматривается как один из основателей в 1960-е и 1970-е годы модернизма в монгольской живописи, что фактически было отходом от социалистического реализма.
Получил образование в Улан-Баторе, где в 1956 году закончил художественное училище. С 1963 года, как член Союза художников Монголии, выставлялся как в Монголии, так и за границей. В частности, участвовал в большой выставке монгольского искусства в 1979 году в Москве. Первая крупная персональная выставка за границей прошла в 1992 году в Японии.
В 1991 году был удостоен государственной награды Монголии — медали Сухэ-Батора. В 2009 году Базарвааню было присвоено звание заслуженного художника Монголии.
Один из наиболее часто повторяющихся мотивов творчества художника — пейзажи пустыни Гоби.